# Francisco Sousa dos Santos
Francisco Sousa dos Santos (sinh ngày 27 tháng 7 năm 1989) là một cầu thủ bóng đá người Brasil.

## Sự nghiệp câu lạc bộ
Francisco Sousa dos Santos đã từng chơi cho Shonan Bellmare.